# Òscar Rubio i Fauria
Òscar Rubio i Fauria   (Lleida, 14 de maig de 1984) és un futbolista català que juga de defensa al Lleida CF de la Tercera Federació. El seu pare, Miguel Ángel Rubio, també va jugar amb el Lleida i posteriorment en va ser entrenador.

## Trajectòria
Va arribar al Gimnàstic de Tarragona procedent de la Unió Esportiva Lleida i va signar per a dues temporades, tot i que després de la primera va decidir anar-se'n i fitxar per l'Elx CF on va coincidir amb David Vidal, que ja havia estat el seu entrenador al Lleida.
A l'estiu de 2010, amb 26 anys, es va convertir en nou jugador del FC Dinamo București de la Lliga romanesa de futbol. El 2011 va tornar a l'Estat espanyol per a signar pel Deportivo Alavés.
A mitjan 2017 va fitxar pel Centre d'Esports Sabadell FC, equip amb el qual va ascendir la temporada 2019-20 a Segona Divisió després de superar a la final dels play-offs al FC Barcelona B. Amb el conjunt arlequinat va jugar durant cinc temporades, fins al juliol de 2022 que va retornar al Lleida Esportiu.